# Corticaria elgonensis
Corticaria elgonensis is een keversoort uit de familie schimmelkevers (Latridiidae). De wetenschappelijke naam van de soort werd in 1945 gepubliceerd door Jeannel & Paulian.